# Воларње (Верона)
Воларње је насеље у Италији у округу Верона, региону Венето.
Према процени из 2011. у насељу је живело 1230 становника. Насеље се налази на надморској висини од 108 м.